# Nouvelles Vues
 (septembre 2020).
Si vous disposez d'ouvrages ou d'articles de référence ou si vous connaissez des sites web de qualité traitant du thème abordé ici, merci de compléter l'article en donnant les références utiles à sa vérifiabilité et en les liant à la section « Notes et références ».
Nouvelles Vues est une revue savante électronique sur le cinéma créée en 2003 par Bruno Cornellier sous le nom de Nouvelles « vues » sur le cinéma québécois. Elle a été dirigée de 2010 à 2019 par Jean-Pierre Sirois-Trahan (Université Laval) sous son titre raccourci. Depuis 2019, l'équipe de direction est composée de Thomas Carrier-Lafleur, Louis Pelletier et Julie Ravary-Pilon.
La revue se spécialise dans la recherche sur les pratiques et les théories du cinéma au Québec.

## Directeurs
- 2003-2006: Bruno Cornellier
- 2007-2009: Sylvain Duguay
- 2009-2010: Bruno Cornellier
- 2010-2019: Jean-Pierre Sirois-Trahan
- 2019-    : Thomas Carrier-Lafleur, Louis Pelletier et Julie Ravary-Pilon